# Joan Comorera
Joan Comorera i Soler, né à Cervera, (Province de Lérida, Catalogne, Espagne) en 1895 et mort à Burgos (Castille-et-León, Espagne) en 1960, est un politique catalan, dirigeant du Parti socialiste unifié de Catalogne (parti catalan associé avec le Parti communiste d'Espagne).

## Biographie
En 1932, il est secrétaire général de l’Union socialiste de Catalogne. Conseiller de la Généralité de Catalogne pour l’économie et l’agriculture, il participe à la révolte catalane du 6 octobre 1934, ce pour quoi il est condamné à la prison. Il est remis en liberté en 1936 après la victoire du Front populaire.

### Guerre d'Espagne
À la suite du déclenchement de la guerre civile, il intègre son parti au PSUC, dont il est un des fondateurs et dont il devient le premier secrétaire général. Il exerce diverses fonctions dans les gouvernements de la Généralité, sous la présidence de Josep Tarradellas ou de Lluís Companys. Son action lui vaut l’hostilité du puissant mouvement anarcho-syndicaliste catalan.
Il est actif dans le mouvement d'unification de la Confederación nacional del trabajo anarchiste (CNT) et du PSUC, et a assisté aux réunions plénières du Parti communiste d'Espagne (Partido Comunista de España PCE). Fin novembre 1936, le POUM trotskyste dénonce l'Union soviétique pour l'avoir empêchée d'adhérer au Conseil de défense de Madrid. Le 13 décembre 1936, Comorera déclare : « Le POUM a lancé une campagne honteuse d'attaques et de calomnies contre le grand pays prolétarien et ami, en utilisant exactement les mêmes arguments que les Allemands et les Italiens fascistes ». La CNT a choisi d'ignorer le différend entre le POUM et le PSUC, plaidant en faveur du gouvernement d'union. Cependant, le nouveau gouvernement « syndical » formé le 17 décembre 1936, exclut les membres du POUM et comprend Comorera, Rafael Vidiella et Miquel Valdés du PSUC.
Joan Comorera, ministre de l'Approvisionnement dans le gouvernement, est bientôt accusé d'avoir causé la pénurie de pain à Barcelone. A son tour, le PSUC accuse les commissions d'approvisionnement de la CNT d'être à l'origine du problème. Le 22 février 1937, les syndicats de la CNT confisquent 15 000 sacs de farine dans un entrepôt de Barcelone. Le 27 février, Comorera introduit le rationnement du pain dans toute la Catalogne.
Le cabinet est fréquemment remanié. Le 3 avril 1937, Comorera devient ministre du Travail et, le 16 avril, ministre de la Justice.
Comorera est ministre de la Justice de Catalogne lorsque les tribunaux d'exception commencent à fonctionner vers la fin avril 1937 pour examiner « les actes de désaffection contre le régime non prévus ou sanctionnés par le Code pénal commun ou dans les lois pénales spéciales » et pour examiner les crimes de factionnalisme. Il joue alors un rôle de premier plan dans l'élimination des oppositionnels espagnols. Lors de la conférence du PSUC en juillet 1937, Comorera attaque à nouveau la politique du POUM et de la CNT.
Il transforme son parti en une force politique majeure pendant la guerre civile. Le PSUC est la seule organisation communiste ne représentant pas un État à être admise à l'Internationale communiste. Comorera demeure membre dirigeant du gouvernement de la Catalogne jusqu'à l'effondrement républicain en 1939.

### Après la guerre civile
Après la défaite, il passe en France, puis à Moscou (mai 1939).
À partir de l’année suivante, il participe au Mexique au gouvernement de la République espagnole en exil. Il revient en France en 1945. Accusé de « titisme », il est exclu du parti en 1949. Il rentre clandestinement en Espagne en 1950 et est arrêté à Barcelone en 1954. Il est condamné à trente ans de réclusion (reclusion mayor) et meurt en 1960 à la prison de Burgos.